# Croatia Open Umag 2008 - Qualificazioni singolare
Le qualificazioni del singolare  del Croatia Open Umag 2008 sono state un torneo di tennis preliminare per accedere alla fase finale della manifestazione. I vincitori dell'ultimo turno sono entrati di diritto nel tabellone principale. In caso di ritiro di uno o più giocatori aventi diritto a questi sono subentrati i lucky loser, ossia i giocatori che hanno perso nell'ultimo turno ma che avevano una classifica più alta rispetto agli altri partecipanti che avevano comunque perso nel turno finale.
Le qualificazioni del torneo Croatia Open Umag  2008 prevedevano 16 partecipanti di cui 4 sono entrati nel tabellone principale.

## Teste di serie
1. Mathieu Montcourt (Qualificato)
2. Filip Prpic (Qualificato)
3. Francesco Piccari (Qualificato)
4. Gianluca Naso (Qualificato)

1. Sébastien de Chaunac (ultimo turno)
2. Dominik Hrbatý (ultimo turno)
3. Simone Vagnozzi (ultimo turno)
4. Franco Skugor (ultimo turno)

## Qualificati
1. Mathieu Montcourt
2. Filip Prpic

1. Francesco Piccari
2. Gianluca Naso

## Tabellone

### Legenda
| - Q = Qualificato - WC = Wild card - LL = Lucky loser | - ALT = Alternate - SE = Special Exempt - PR = Protected Ranking | - w/o = Walkover - r = Ritirato - d = Squalificato |

### Sezione 1
|  | Primo turno | Primo turno       | Primo turno       | Primo turno | Primo turno |  |  | Ultimo turno | Ultimo turno      | Ultimo turno      | Ultimo turno | Ultimo turno |  |
|  |             |                   |                   |             |             |  |  |              |                   |                   |              |              |  |
|  | 1           | Mathieu Montcourt | Mathieu Montcourt | 6           | 7           |  |  |              |                   |                   |              |              |  |
|  |             | Ivan Cerović      | Ivan Cerović      | 4           | 5           |  |  | 1            | Mathieu Montcourt | Mathieu Montcourt | 6            | 6            |  |
|  | 7           | Simone Vagnozzi   | Simone Vagnozzi   | 6           | 6           |  |  | 7            | Simone Vagnozzi   | Simone Vagnozzi   | 2            | 3            |  |
|  |             | Valery Rudnev     | Valery Rudnev     | 0           | 4           |  |  |              |                   |                   |              |              |  |

### Sezione 2
|  | Primo turno | Primo turno          | Primo turno          | Primo turno | Primo turno |  |  | Ultimo turno | Ultimo turno         | Ultimo turno | Ultimo turno | Ultimo turno |  |
|  |             |                      |                      |             |             |  |  |              |                      |              |              |              |  |
|  | 2           | Filip Prpic          | Filip Prpic          | 6           | 6           |  |  |              |                      |              |              |              |  |
|  |             | Nikola Mektić        | Nikola Mektić        | 4           | 0           |  |  | 2            | Filip Prpic          | 7            | 3            | 6            |  |
|  | 5           | Sébastien de Chaunac | Sébastien de Chaunac | 6           | 6           |  |  | 5            | Sébastien de Chaunac | 5            | 6            | 3            |  |
|  |             | Marko Bošković       | Marko Bošković       | 0           | 0           |  |  |              |                      |              |              |              |  |

### Sezione 3
|  | Primo turno | Primo turno       | Primo turno   | Primo turno | Primo turno |  |  | Ultimo turno | Ultimo turno      | Ultimo turno      | Ultimo turno | Ultimo turno |  |
|  |             |                   |               |             |             |  |  |              |                   |                   |              |              |  |
|  | 3           | Francesco Piccari | 3             | 7           | 7           |  |  |              |                   |                   |              |              |  |
|  |             | Marko Djokovic    | 6             | 5           | 5           |  |  | 3            | Francesco Piccari | Francesco Piccari | 6            | 6            |  |
|  | 8           | Franco Skugor     | Franco Skugor | 7           | 6           |  |  | 8            | Franco Skugor     | Franco Skugor     | 4            | 3            |  |
|  |             | Mirza Bašić       | Mirza Bašić   | 5           | 2           |  |  |              |                   |                   |              |              |  |

### Sezione 4
|  | Primo turno | Primo turno    | Primo turno    | Primo turno | Primo turno |  |  | Ultimo turno | Ultimo turno   | Ultimo turno   | Ultimo turno | Ultimo turno |  |
|  |             |                |                |             |             |  |  |              |                |                |              |              |  |
|  | 4           | Gianluca Naso  | 6              | 5           | 6           |  |  |              |                |                |              |              |  |
|  |             | Lovro Zovko    | 4              | 7           | 4           |  |  | 4            | Gianluca Naso  | Gianluca Naso  | 6            | 6            |  |
|  | 6           | Dominik Hrbatý | Dominik Hrbatý | 6           | 6           |  |  | 6            | Dominik Hrbatý | Dominik Hrbatý | 3            | 2            |  |
|  |             | Ivan Dodig     | Ivan Dodig     | 0           | 1           |  |  |              |                |                |              |              |  |